# Notodon savannarum
Notodon savannarum är en ärtväxtart som beskrevs av Nathaniel Lord Britton. Notodon savannarum ingår i släktet Notodon och familjen ärtväxter. Inga underarter finns listade i Catalogue of Life.